# Megophthalmidia
Megophthalmidia is een muggengeslacht uit de familie van de paddenstoelmuggen (Mycetophilidae).

## Soorten
- M. crassicornis (Curtis, 1837)
- M. decora (Santos Abreu, 1920)
- M. occidentalis Johannsen, 1909